# Língua ainu
A língua ainu ou aina (アイヌ イタク, aynu itak (em ainu) é falada pelos ainus, que habitam o norte das as ilhas japonesas de Hokkaido e Honshū. Até o século XX era falada também nas ilhas Curilas e no sul de Sacalina (Rússia). Houve tentativas de agrupá-la segundo o critério de genealogia linguística às línguas austro-asiáticas, ao japonês, ao coreano, ao grupo samoiedo, entre outras, porém não apresentaram resultados confiáveis ou que pudessem ser considerados conclusivos.

## Variações

Mapa da distribuição das línguas ainu e seus dialetos antes de 1945

Shibatani (1990:9) e Piłsudski (1998:2) citam "Línguas Ainu" no plural quando comparando as variedades de Hokkaido e de Sacalina. Porém, Vovin (1993) cita apenas "dialetos". Refsing (1986) diz que as línguas ainu de Hokkaido e de Sacalina não eram mutualmente inteligíveis. Hattori (1964) considerou dados das línguas ainu de 19 regiões de Hokkaido e de Sacalina e descobriu que a divisão primária se situava entre as duas ilhas.
- Dados sobre a língua ainu das Curilas são escassos, mas considera-se que tenha sido tão divergente quanto as variedades de Sacalina e de Hokkaido.
- Na língua ainu de sacalina, um dialeto da costa leste de Taraika (próximo à atual Gastello (Poronaysk)) era divergente dos de outros locais. O dialeto de Raychishka, da costa oeste, próximo à atual Uglegorsk, é o melhor documentado e possui uma descrição gramática dedicada. Take Asai, a última falante da língua ainu de Sacalina, morreu em 1994.[1]
- A língua ainu de Hokkaido se agrupava em vários dialetos com diferenças evidentes entre si. Os dialetos são:
  - Oshima (dados coletados de Oshamambe e de Yakumo)
  - O ainu "clássico" da área central da ilha, próximo de Sapporo e da costa sul (Iburi e Hidaka, dados de Horobetsu, Biratori, Nukkibetsu e Niikapu; registros históricos de Ishikari e de Sapporo mostram que eram similares)
  - Samani (no cabo de Hidaka a sudeste);
  - Dialeto do Nordeste (dados de Obihiro, Kushiro e Bihoro)
  - Dialeto Centro-Norte (Kamikawa, dados de Asahikawa e Nayoro)
  - Sōya, no homônimo Cabo Sōya ao noroeste de Hokkaido, que, entre os dialetos de Hokkaido, era o mais próximo da variedade de Sacalina.

A maioria dos textos e descrições gramaticais atuais são baseados no dialeto da área central de Hokkaido. Dados escassos de viagens no final do século XIX e no início do século XX (Tamura, 2000) sugerem que havia grande diversidade no norte de Sacalina, que não foi estudada por Hattori.

## Origens
Normalmente considera-se que a língua ainu houvesse sido o idioma do povo Emishi do norte da ilha japonesa de Honshu. A maior evidência para isso é a presença dos topônimos desses dois locais que parece ter origem ainu. Exemplo: o -betsu é comum a muitos nomes de locais ao norte do Japão e parece se originar da palavra ainu pet "rio". Pressionados pela conquista dos japoneses, os Emishi migraram cada vez mais para o norte de Tohoku e para Hokkaido. Considera-se que a cultura ainu tenha surgido da fusão entre as culturas Satsumon, do norte de Tohoku e do sul de Hokkaido, e da Okhotsk, de Sacalina, do norte de Hokkaido e das Ilhas Curilas, com a cultura Satsumon dominando a mistura. Os ainus de Sacalina e das Curilas provavelmente vieram de uma expansão relativamente recente vinda de Hokkaido, deslocando os Okhotsk. No caso de Sacalina, a história oral dos ainus menciona o deslocamento de um povo indígena chamado de Tonci ou Tonchi, que, baseando-se em evidência toponímica, pode-se concluir que eram uma população relacionada aos Nivkh. Há relatos de uma população miscigenada de Itelmens e de ainus no sul de Kamchatka.

## Situação atual
Após um período de retração ocasionado pela política de perseguição a minorias, levado a cabo pelas autoridades japonesas desde o xogunato e após a Restauração Meiji de 1865, o ainu tem passado nos derradeiros anos por um renascimento, já contando com cursos em Sapporo e um programa semanal na rádio provincial de Hokkaido. Em 2004 começou a tramitar no parlamento (Dieta) um projeto de lei tornando-a língua optativa nas escolas da capital.

## Relação com outras línguas
Geralmente o Ainu é considerado um idioma sem relação genealógica com nenhuma outra língua. Além dessa classificação de "isolada", há algumas hipóteses ainda não aceitas sobre supostas relações. Ver algumas teorias a seguir:

### Língua isolada
Ainu é uma língua isolada, sem nenhuma relação demonstrada com ou outras línguas ou famílias linguísticas:
Às vezes é agrupada junto com as línguas paleo-siberianas, mas isso é apenas um termo "vazio" para várias línguas não relacionadas presentes na Sibéria antes do avanço das línguas turcomanas e tungúsicas na região. A rigor as "Paleo-siberianas" não chegam a formar uma "família", uma vez que não descendem de uma língua ancestral comum.

### Relações com o Japonês e Coreano
John C. Street (1962) propôs ligações entre ainu, coreano e japonês de modo que as três línguas formassem uma família, sendo as turcomanas, as mongólicas e as tungúsicas juntas numa única; Essas duas famílias formariam uma macro-família chamada "Norte-Asiática". O agrupamento proposto por Street era uma extensão da hipótese dita "Altaica" que sempre juntou as Turcomanas, Altaicas e Tungúsicas, algumas vezes incluindo o Coreano e mais raramente o Japonês.
Centrando sua perspectiva na língua ainu, "James Patrie" (1982) adotou o mesmo agrupamento, chamando-os Ainu-Coreano-Japonês e Turcomano-Mongol-Tungúsico, juntando essas duas famílias como Street, família Norte-Asiática;
Joseph Greenberg (2000-2002) também classificou a língua ainu junto com o coreano e o japonês (ou, como chamou, línguas "Japônicas"). Greenberg considerava o "Coreano-Japonês-Ainu" como um sub-grupo distinto de sua proposta família de línguas "Eurasiáticas". Não agrupava o conjunto "Coreano-Japonês-Ainu" com as "Turcomanas-Mongólicas-Tungúsicas", contradizendo parcialmente Street e Patrie.

### Relação com as Austro-Asiáticas
"Alexander Vovin" (1993) apresentou evidências sugerindo uma ligação distante com as Línguas austro-asiáticas, as quais incluem também algumas línguas do Sudeste asiático e algumas da Índia. Ele considerou essa hipótese como preliminar.

### Relação com as Austronésias
O linguista japonês Shichirō Murayama buscou ligações do idioma ainu com as Línguas austronésias que incluem línguas da Indonésia, das Filipinas e da Polinésia, tanto pelo Vocabulário e comparações culturais, sendo que essa hipótese vem sendo crescente nos anos recentes.

### Família Áustrica
Linguistas acreditam que as línguas Austro-Asiáticas e as Austronésias sejam ligadas numa família maior das chamadas línguas "Áustricas" (do Sul); "John Bengtson" (2006) sugeriu que o ainu seja uma língua "Áustrica".

### Duas grandes categorias
As diversas hipóteses propostas de classificação da língua ainu podem ser divididas em dois grandes grupos:
- ligando ainu a línguas do norte da Eurásia
- línguas do norte da Eurásia e propostas que o grupo ainu seja classificado com línguas mais ao sul do Pacífico.

### Interações com outras línguas
O ainu parece ter tido intensa interação com a língua Língua nivkhe durante sua história. Não se tem uma ideia clara da extensão dessa interação e alguns linguistas acreditam que o vocabulário compartilhado entre o ainu e o Nivkh (falada na metade norte de Sacalina e na área de Ásia em frente à ilha) se deve a palavras oriundas de línguas terceiras.
Há palavras de origem ainu no japonês e também palavras vindas do japonês na língua ainu.

## Falantes

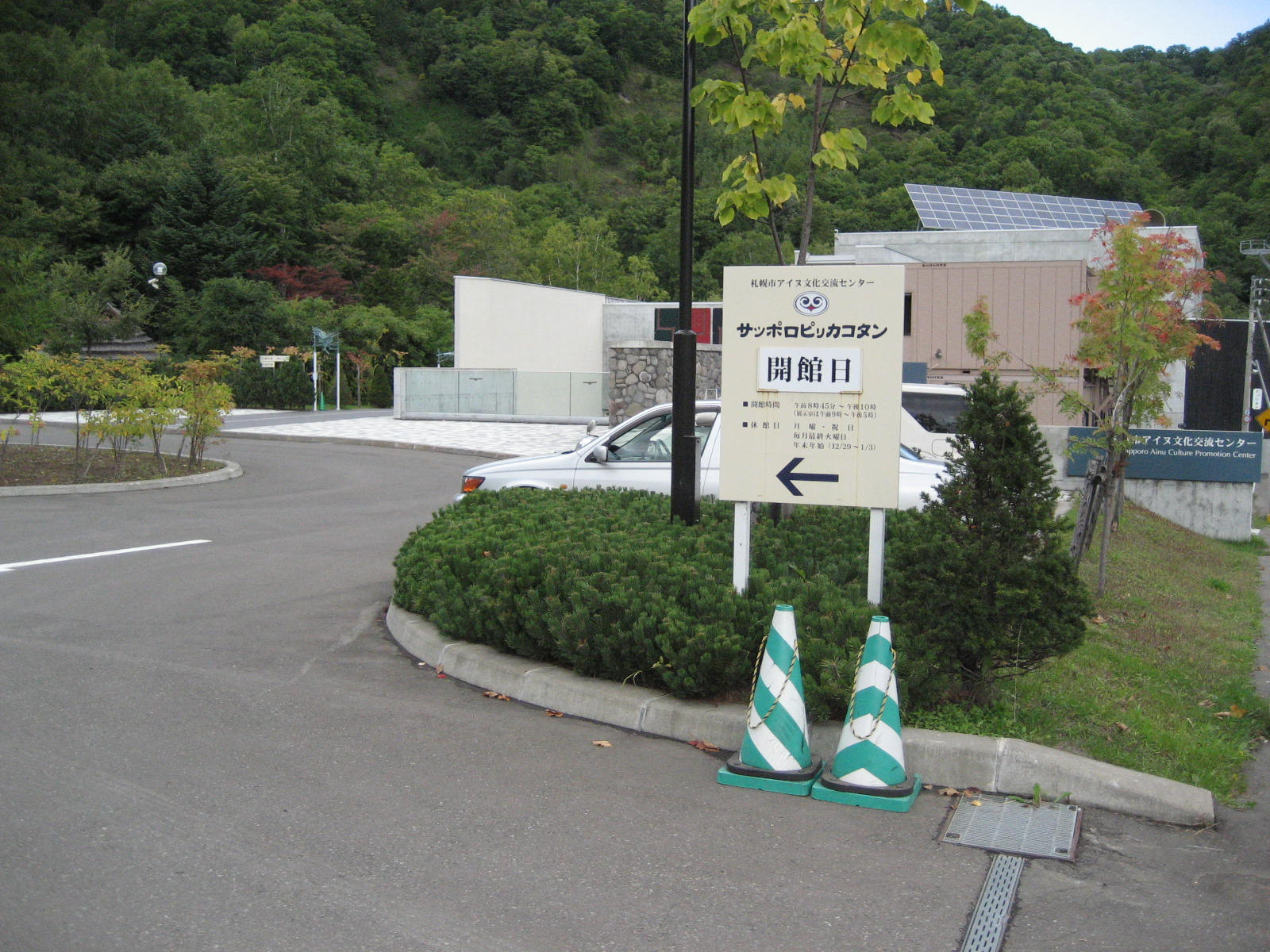
Museu Pirka Kotan, centro cultural e do idioma ainu em Sapporo (Área de Jozankei)

Ainu é uma língua em extinção, estando em perigo desde as últimas décadas. A maior parte dos 150 mil ainus do Japão fala apenas o japonês. Na cidade de Nibutani (parte de Biratori, Hokkaidō) onde a maioria dos falantes nativos (menos de 100 pessoas) vive, apenas 15 usavam o ainu no dia a dia em 1980. A quantidade de "falantes" (em qualquer grau que seja) é hoje desconhecida.
No entanto, o uso da língua está em ascensão. Há atualmente um forte movimento de revitalização especialmente, em Hokkaidō e também em outros locais, para reverter muitos séculos de declínio da língua em número de falantes. Especialmente em Hokkaidō há cada vez mais estudantes aprendendo ainu como segunda língua. Isso se deve em grande parte aos esforços pioneiros do novo folclorista ainu, ativista e ex-membro do parlamento (Dieta), Shigeru Kayano, ele mesmo um falante nativo.
É muito difícil estimar o número de falantes da língua ainu. Não há censo oficial e o número de falantes que são conhecidos por pesquisadores ou jornalistas é muito pequeno.

## Fonologia
As sílabas ainu são CV(C) (sempre tem uma base CV e às vezes uma vogal final). Poucos são os conjuntos consonantais.
São cinco as vogais
|         | Frontal | Central | Posterior |
| ------- | ------- | ------- | --------- |
| Fechada | i       |         | u         |
| Média   | e       |         | o         |
| Aberta  |         | a       |           |

As Consoantes são:
|             | Bilabial | Labio-Alveolar | Alveolar | Palatal | Velar | Glotal |
| ----------- | -------- | -------------- | -------- | ------- | ----- | ------ |
| Oclusiva    | p        |                | t        |         | k     | ʔ      |
| Africativa  |          |                | ts       |         |       |        |
| Nasal       | m        |                | n        |         |       |        |
| Fricativa   |          |                | s        |         |       | h      |
| Aproximante |          | w              |          | j       |       |        |
| Flap        |          |                | ɾ        |         |       |        |

A oclusiva glotal (ou "glotal stop") /ʔ/ somente aparece no início de palavras, diante de vogal tônica. A sequência /ti/ é perceptível como [ʧi] e o /s/ se torna [ʃ] antes de /i/ e no fim de sílabas. A fricativa /ts/ pode ser sonora e pós-alveolar. Há variações entre os dialetos: em Sacalina os /p, t, k, r/ no final de sílaba se amalgamam em /x/. Depois de /i/ o /x/ tem som de [ç].
Há um sistema de acentuação pelo qual a tonicidade em algumas palavras varia entre os dialetos. Em geral, as palavras com afixos ficam com a tonicidade na raiz ou na primeira sílaba se a mesma a for fechada ou se contiver um ditongo. Nos demais casos a segunda sílaba é a tônica, havendo, porém exceções.

### Katakana para Ainu
Há um padrão Unicode para o katakana (Extensão Fonética Katakana) próprio para transliteração do ainu e de outras línguas para Katakana. Essas características são usadas para escrever sons e consoantes finais que não podem ser expressos com o uso do katakana convencional. Esse katakana estendido tem como base o convencional, sendo até mais simples em sua extensão, também apresentando dakuten ou handakuten. Como poucas fontes suportam essas extensões, há desenvolvimento de diversos caracteres, tais como o Katakana menor ク ku usado como em アイヌイタク (Aynu itak).

### Lista de Katakana
Abaixo há uma lista de caracteres Katakana usados para a lingua ainu. A maioria dos caracteres são de uma extensão do katakana clássico, dos quais poucos foram usados historicamente no Japonês, sendo, porém, parte do atual katakana. Uma certa quantidade de caracteres previamente proposta para uso no ainu foi removida para uso com implementação Unicode implementations, sendo facilmente mostrados como combinação de dois caracteres existentes.
| Caractere                                                              | Unicode     | Aparência | Nome                                              | Uso em Ainu |
| ---------------------------------------------------------------------- | ----------- | --------- | ------------------------------------------------- | --- |
| ㇰ                                                                     | 31F0        | ク        | Letra Katakana Pequena - Ku                       | k Final |
| ㇱ                                                                     | 31F1        | シ        | Letra Katakana Pequena - Si                       | Final s [ʃʲ]                                                                                                   |
| ㇲ                                                                     | 31F2        | ス        | Letra Katakana Pequena - Su                       | Final s, usado para enfatizar é pronunciado [s] em lugar dos normais [ʃʲ]. [s] e [ʃ] que são Alofones em Ainu. |
| ㇳ                                                                     | 31F3        | ト        | Letra Katakana Pequena - To                       | Final t |
| ㇴ                                                                     | 31F4        | ヌ        | Letra Katakana Pequena - Nu                       | Final n |
| ㇵ                                                                     | 31F5        | ハ        | Letra Katakana Pequena - Ha                       | Final h [x], após vogal a. (Ex.:. アハ ah) só no dialeto de Sacalina.                                          |
| ㇶ                                                                     | 31F6        | ヒ        | Letra Katakana Pequena - Hi                       | Final h [ç], após vogal i. (Ex.:. イヒ ih) só no dialeto de Sacalina.                                          |
| ㇷ                                                                     | 31F7        | フ        | Letra Katakana Pequena - Hu                       | Final h [x], após vogal u. (Ex.:. ウフ uh) só no dialeto de Sacalina. only.                                    |
| ㇸ                                                                     | 31F8        | ヘ        | Letra Katakana Pequena - He                       | Final h [x], após vogal e. (e.g. エヘ eh) só no dialeto de Sacalina..                                          |
| ㇹ                                                                     | 31F9        | ホ        | Letra Katakana Pequena - Ho                       | Final h [x], após vogal o. (e.g. オホ oh) só no dialeto de Sacalina..                                          |
| ㇺ                                                                     | 31FA        | ム        | Letra Katakana Pequena - Mu                       | Final m |
| ㇻ                                                                     | 31FB        | ラ        | Letra Katakana Pequena -Ra                        | Final r [ɾ], após vogal a. (e.g. アラ ar)                                                                      |
| ㇼ                                                                     | 31FC        | リ        | Letra Katakana Pequena - Ri                       | Final r [ɾ], após vogal i. (e.g. イリ ir)                                                                      |
| ㇽ                                                                     | 31FD        | ル        | Letra Katakana Pequena - Ru                       | Final r [ɾ], após vogal u. (e.g. ウル ur)                                                                      |
| ㇾ                                                                     | 31FE        | レ        | Letra Katakana Pequena - Re                       | Final r [ɾ], após vogal e. (e.g. エレ er)                                                                      |
| ㇿ                                                                     | 31FF        | ロ        | Letra Katakana Pequena - Ro                       | Final r [ɾ], após vogal o. (e.g. オロ or)                                                                      |
| Caracteres rejeitados(Unicode representa combinando outros caracteres) |             |           |                                                   | |
|                                                                        | 31F7 + 309A | プ        | Letra Katakana Pequena - Pu                       | Final p |
|                                                                        | 30BB + 309A | セ゜      | Letra Katakana - Se - com marca de Som semi-vogal | ce [tse] |
|                                                                        | 30C4 + 309A | ツ゜      | Letra Katakana - Tu With Semi-Voiced Sound Mark   | tu. ツ゜ e ト゜ são intercambiáveis.                                                                           |
|                                                                        | 30C8 + 309A | ト゜      | Letra Katakana - To - com marca de Som semi-vogal | tu. ツ゜eト゜ são intercambiáveis.                                                                             |

### Sílabas básicas
|                 | a [a]                     | i [i]             | u [u̜]                    | e [e]                    | o [o]                    |
| --------------- | ------------------------- | ----------------- | ------------------------ | ------------------------ | ------------------------ |
|                 | a ア [a]                  | i イ [i]          | u ウ [u̜]                 | e エ [e]                 | o オ [o]                 |
| k [k] ¹         | ka カ [ka]                | ki キ [ki]        | ku ク [ku̜]               | ke ケ [ke]               | ko コ [ko]               |
| k [k] ¹         | -k ク [-k̚]                |                   |                          |                          |                          |
| s [s] ~ [ʃ]     | sa シャ/サ ² [sa] ~ [ʃa]  | si シ [ʃi]        | su シュ/ス ² [su̜] ~ [ʃu̜] | se シェ/セ ² [se] ~ [ʃe] | so ショ/ソ ² [so] ~ [ʃo] |
| s [s] ~ [ʃ]     | -s シ/ス ² [-ʃʲ]          |                   |                          |                          |                          |
| t [t] ¹         | ta タ [ta]                | ci チ [tʃi]       | tu ト゜/ツ゜ ² [tu̜]      | te テ [te]               | to ト [to]               |
| t [t] ¹         | -t ト/ッ ³ [-t̚]           |                   |                          |                          |                          |
| c [ts] ~ [tʃ] ¹ | ca チャ [tsa] ~ [tʃa]     | ci チ [tʃi]       | cu チュ [tsu̜] ~ [tʃu̜]    | ce チェ [tse] ~ [tʃe]    | co チョ [tso] ~ [tʃo]    |
| n [n]           | na ナ [na]                | ni ニ [nʲi]       | nu ヌ [nu̜]               | ne ネ [ne]               | no ノ [no]               |
| n [n]           | -n ヌ/ン 4 [-n/-m-/-ŋ-] 5 |                   |                          |                          |                          |
| h 6 [h]         | ha ハ [ha]                | hi ヒ [çi]        | hu フ [ɸu̜]               | he ヘ [he]               | ho ホ [ho]               |
| -h 6 [-x]       | -ah ハ [-ax]              | -ih ヒ [-iç]      | -uh フ [-u̜x]             | -eh ヘ [-ex]             | -oh ホ [-ox]             |
| p [p] ¹         | pa パ [pa]                | pi ピ [pi]        | pu プ [pu̜]               | pe ペ [pe]               | po ポ [po]               |
| p [p] ¹         | -p プ [-p̚]                |                   |                          |                          |                          |
| m [m]           | ma マ [ma]                | mi ミ [mi]        | mu ム [mu̜]               | me メ [me]               | mo モ [mo]               |
| m [m]           | -m ム [-m]                |                   |                          |                          |                          |
| y [j]           | ya ヤ [ja]                |                   | yu ユ [ju̜]               | ye イェ [je]             | yo ヨ [jo]               |
| r [ɾ]           | ra ラ [ɾa]                | ri リ [ɾi]        | ru ル [ɾu̜]               | re レ [ɾe]               | ro ロ [ɾo]               |
| r [ɾ]           | -ar ラ [-aɾ]              | -ir リ [-iɾ]      | -ur ル [-u̜ɾ]             | -er レ [-eɾ]             | -or ロ [-oɾ]             |
| w [w]           | wa ワ [wa]                | wi ウィ/ヰ ² [wi] |                          | we ウェ/ヱ ² [we]        | wo ウォ/ヲ ² [wo]        |

¹: k, t, c, p são às vezes sonorizadas como [g], [d], [dz] ~ [dʒ], [b], respectivamente; Não muda a significação da palavra, mas aparenta mais rudeza, masculinidade. Quando mais sonoros, podem ser escritos como g, d, j, dz, b, ガ, ダ, ヂャ, ヅァ, バ, etc.
²: ambas usadas com suas pronuncias reais, ou de acordo como a preferência de quem escreve.
³: ッ é um t no final de palavra. (Ex.: pet = ペッ = ペト) No meio de palavra polissilábica, é uma consoante final que precede uma inicial de mesmo valor fonético. (Ex.: orta /otta/ = オッタ. オロタ não é preferido.)
4: No final de palavra, o n pode ser escrito tanto como ヌ ou ン. No meio de palavra polissilábica seria ン. (Ex.: tan-mosir = タンモシリ = タヌ+モシリ, mas não タヌモシリ.)
5: [m] antes de [p], [ŋ] antes de [k], [n] nos outros casos. Diferente do japonês, não se tornam outros sons tais como vogais nasais..
6: Inicial h [h] e final h [x] são fonemas diferentes. Final h só no dialeto de Sacalina..

### Ditongos
Quando no final de sílabas, o [ɪ] é percebido como o y da escrita latina ou um pequeno l ィ em katakana. O [ʊ] é o w latino ou o pequeno ゥ katakana. [ae] é ae, アエ, ou アェ.
Exemplo com Sílaba iniciando por k:
| [kaɪ] | [ku̜ɪ] | [koɪ] | [kaʊ] | [kiʊ] | [keʊ] | [koʊ] | [keɪ] |
| ----- | ----- | ----- | ----- | ----- | ----- | ----- | ----- |
| kay   | kuy   | koy   | kaw   | kiw   | kew   | kow   | key   |
| カィ  | クィ  | コィ  | カゥ  | キゥ  | ケゥ  | コゥ  | ケィ  |

Enquanto que a regra acima é usada sistematicamente, algumas combinações apresentam sons diferentes do Japonês convencional;
|         | ウィ       | クィ          | スィ  | ティ  | トゥ  | フィ  |
| ------- | ---------- | ------------- | ----- | ----- | ----- | ----- |
| Ainu    | [wi], [u̜ɪ] | [ku̜ɪ]         | [su̜ɪ] | [teɪ] | [toʊ] | [ɸu̜ɪ] |
| Japonês | [wi]       | [kɰi] ~ [kwi] | [si]  | [ti]  | [tɯ]  | [ɸi]  |

### Vogais longas
Há vogais longas nos dialetos de Sacalina. Tanto o acento circunflexo ou o mácron são usados na escrita Latina, e o Sinal de vogal longa (ー) é usada em katakana.
Exemplo com inicial k:
| [kaː] | [kiː] | [kuː] | [keː] | [koː] |
| ----- | ----- | ----- | ----- | ----- |
| kâ    | kî    | kû    | kê    | kô    |
| kā    | kī    | kū    | kē    | kō    |
| カー  | キー  | クー  | ケー  | コー  |

|             | Bilabial | Lábio-dental | Alveolar | Palato-alveolar | Palatal | Velar | Lábio-velar | Uvular |
| ----------- | -------- | ------------ | -------- | --------------- | ------- | ----- | ----------- | ------ |
| Nasal       | m        |              | n        |                 | ɲ       |       |             |        |
| Plosiva     | p b      |              | t d      |                 |         | k g   |             |        |
| Fricativa   |          | f v          | s z      | ʃ ʒ             |         |       |             | χ      |
| Aproximante |          |              |          |                 | j       |       | ʍ w         |        |
| Lateral     |          |              | l        |                 |         |       |             |        |

|             | Anterior | Central | Posterior |
| ----------- | -------- | ------- | --------- |
| Fechada     | i y      |         | u         |
| Semifechada | e        |         | o         |
| Média       |          | ə       |           |
| Semiaberta  | ɛ        |         | ʌ ɔ       |
| Aberta      |          |         | ɑ ɒ       |

|             | Bilabial | Alveolar | Palato-alveolar | Palatal | Velar | Lábio-velar |
| ----------- | -------- | -------- | --------------- | ------- | ----- | ----------- |
| Nasal       | m        | n        |                 |         | ŋ     |             |
| Plosiva     | p b      | t d      |                 |         | k g   |             |
| Africada    |          |          | tʃ dʒ           |         |       |             |
| Fricativa   | ɸ β      | s z      |                 |         |       |             |
| Vibrante    |          | r        |                 |         |       |             |
| Aproximante |          |          |                 | j       |       | w           |
| Lateral     |          | l        |                 | ʎ       |       |             |

|              | Anterior | Central | Posterior |
| ------------ | -------- | ------- | --------- |
| Fechada      | i        |         | u         |
| Semifechada  | e        |         | o         |
| Semiaberta   | ɛ        | ɜ       | ɔ         |
| Quase aberta | æ        |         |           |
| Aberta       | ɶ        |         |           |

## Tradição oral
O ainu tem uma Tradição oral muito rica com sagas de heróis chamadas de Yukar, nas quais há muitos arcaísmos léxicos e gramaticais.

## Gramática
Ainu é uma língua S-O-V (Sujeito, Objeto, Verbo) com pós-posições, que marcam Objeto e Sujeito. Substantivos podem se agrupar, com o principal sendo o segundo. Os verbos podem ser Transitivos ou Intransitivos e aceitam Afixos derivacionais.
Em termos de tipologia (SOV) e de fonologia ainu é similar ao japonês e ao coreano, porém sua característica muito "sintética" se assemelha mais às línguas do norte e leste da Ásia;
Em ainu havia muita incorporação de substantivos e advérbios, o que é raro na moderna linguagem coloquial.
A "voz aplicativa" pode ser usada no ainu para colocar substantivos nos casos dativo, instrumental, comitativo, locativo, alativo, ablativo; Esse uso do "aplicativo" também pode ser usado para marcar os casos. nos Substantivos incorporados, sendo esse uso obrigatório para tais Substantivos no caso oblíquo. Como ocorreu com a incorporação, o uso do "aplicativo" é menos comuns na linguagem moderna;

### Verbos plurais
Ainu apresenta uma classe fechada de Verbos Plurais ou "de contagem", sendo muitos deles supletivos. A maior parte termina em -pa, um sufixo que indica iteratividade e que se tornou léxico em alguns verbos; Por exemplo, o verbo kor significa 'ter alguma coisa ou poucas coisas', enquanto que kor-pa é 'ter muitas coisas'; há ainda formas "causativas" como kor-pa-re 'dar (a alguém) muitas coisas' e kor-pa-yar 'dar (a muitas pessoas)'. O -pa pode ser usado repetido no caso de ações "plurais" no aspecto iterativo.
hosip-pa-pa "todos voltaram"
Existem as chamadas formas "supletivas":
| Paucal     | Multipla | Trans.      |
| ---------- | -------- | ----------- |
| an         | oka(y)   | ser         |
| as         | roski    | ficar de pé |
| a          | rok      | sentar      |
| arpa, oman | paye     | ir          |
| ek         | arki     | vir         |
| rayke      | ronnu    | matar       |
| uk         | uyna     | tomar       |

Adicionalmente ao número literal, a pluralização pode ser usada para formas polidas, principalmente com os pronomes plurais, como em Português, Francês e outras línguas (Ex. "Tu ou Você" - informal; "Vós" - polido);